# DPRK-POP
朝鲜民主主义人民共和国流行音乐（英語：Democratic People's Republic of Korea Pop），通称朝鲜流行音乐，是一個術語，被用來稱呼在朝鮮民主主義人民共和國創作的流行音樂。也稱為北韩流行音乐（英語：North Korea Pop）。
旅日朝鮮人第二代記者高英基表示：“在過去朝鮮創作的音樂基礎上，我們也積極融入世界各地流行音樂的潮流”。
著名的藝人團體包括普天堡電子樂團、牡丹峰樂團和青峰樂團、三池淵樂團等。